# 瑟罗蒙
瑟罗蒙（法語：Seraumont，法語發音：[səʁomɔ̃] ⓘ）是法国大東部大區孚日省的一个市镇，属于讷沙托区。

## 地理
瑟罗蒙（48°26'1"N, 5°35'55"E）面积10.29 平方千米，位于法国大東部大區孚日省，该省份为法国东北部内陆省份，北起默兹省和默尔特-摩泽尔省，西接上马恩省，南至上索恩省和贝尔福地区省，东临上莱茵省和下莱茵省。
与瑟罗蒙接壤的市镇（或旧市镇、城区）包括：莱鲁瓦斯、上沃德维尔、谢尔米塞、库塞、栋雷米拉皮塞勒、锡奥讷。

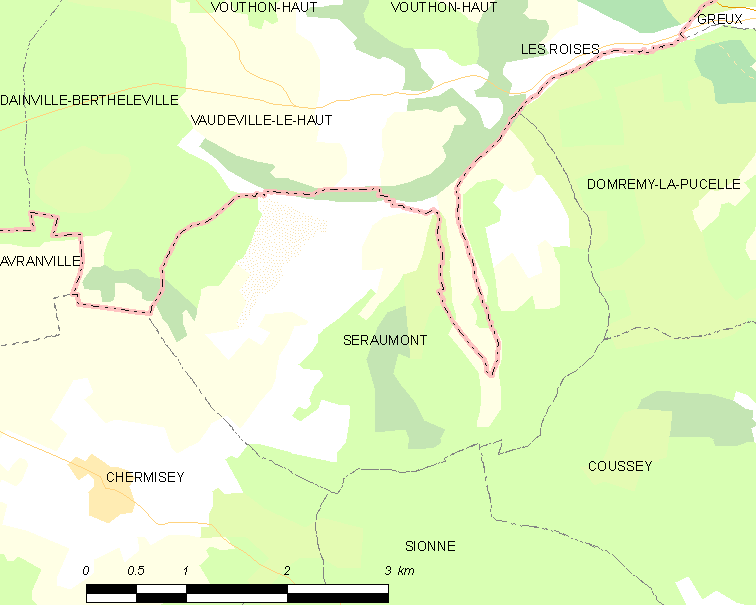
瑟罗蒙的OSM定位图

瑟罗蒙的时区为UTC+01:00、UTC+02:00（夏令时）。

## 行政
瑟罗蒙的邮政编码为88630，INSEE市镇编码为88453。

## 政治
瑟罗蒙所属的省级选区为讷沙托县。

## 人口

1962-2008年间瑟罗蒙人口变化图示

瑟罗蒙于2022年1月1日时的人口数量为31人。